# Озгуд (Индијана)
Озгуд (енгл. Osgood) град је у америчкој савезној држави Индијана.

## Демографија
По попису из 2010. године број становника је 1.624, што је 45 (-2,7%) становника мање него 2000. године.
| Група             | 2000.         | 2010.         |
| Белци             | 1.637 (98,1%) | 1.586 (97,7%) |
| Афроамериканци    | 2 (0,1%)      | 1 (0,1%)      |
| Азијати           | 2 (0,1%)      | 0 (0,0%)      |
| Хиспаноамериканци | 16 (1,0%)     | 21 (1,3%)     |
| Укупно            | 1.669         | 1.624         |